# Schloss Hainstetten
Schloss Hainstetten liegt in der Gemeinde Viehdorf, sechs Kilometer nordöstlich der Bezirksstadt Amstetten in Niederösterreich am Südrand einer landwirtschaftlich genutzten Hochfläche.
Das Schloss ist eine Niederlassung der Schulschwestern in Amstetten, dient als Kloster und beherbergt auch ein anstelle der Ökonomiegebäude neuerrichtetes Haus für „betreutes Wohnen“.

## Geschichte
Urkundlich ist 1460 ein Konrad Kienast zu Hainstetten fassbar. Der aktuelle Bau wurde 1524 errichtet und 1578 von Hans von Sinzendorf aus- und umgebaut. Die dazugehörige Portalinschrift bezeichnet auch seine Frauen Helene Teschezin und Maria Hohenfelder. 1673 wurde die Kapelle mit Glockenturm errichtet.
1591 wird das Schloss als Erbe des verstorbenen Grafen Gabriel von Ortenburg genannt. 1625 wurden Martin Zägkler mit seiner Frau Anna, geb. Pichler, Besitzer des Schlosses. 1641 folgte Bernhard Zäckler.
Weitere Besitzer waren 1699 Matthias Schweighofer, 1708 Johann Martin Edler von Hoche. Von dessen Familie kam Hainstetten 1762 an Franz Joseph Pruckmayer, 1773 erwarb Maria Theresia Reichsfreiin von Risenfels, geb. Gräfin von Preising, den Besitz, der nach ihrem Tod an den Grafen Johann von Saint Julien weitergegeben wurde. Danach folgte Karl Freiherr von Kielmansegg und andere, bis es schließlich die Amstettner Schulschwestern erwarben, die Schloss Hainstetten noch heute besitzen.
An Stelle des Ökonomiegebäudes wurden in den Jahren 2009 bis 2013 nach den Plänen von Architektin Anne Mautner Markhof insgesamt 47 Wohnungen für betreutes Wohnen errichtet.

## Gebäude
Das inmitten einer Parkanlage gelegene Renaissanceschloss wird an der Ostseite noch von dem Bergfried der spätmittelalterlichen Wehranlage überragt. Die ursprünglich mächtige, um zwei Höfe gruppierte, unregelmäßige, dreistöckige Anlage mit Schlosskapelle zur heiligen Barbara wurde im 19. Jahrhundert reduziert und mit neobarocken Fassaden versehen.